# Envermeu
Envermeu je francouzská obec v departementu Seine-Maritime v regionu Normandie. V roce 2009 zde žilo 2 079 obyvatel. Je centrem kantonu Envermeu.